# Blaesoxipha erythrura
Blaesoxipha erythrura är en tvåvingeart som först beskrevs av Johann Wilhelm Meigen 1826.  Blaesoxipha erythrura ingår i släktet Blaesoxipha och familjen köttflugor.
Artens utbredningsområde är Tyskland. Arten är reproducerande i Sverige. Inga underarter finns listade i Catalogue of Life.